# Doctrina política
El concepto de doctrina política (tendencia política o corriente política) sirve para distinguir entre partidos o movimientos políticos, así como para identificar subdivisiones dentro de ellos. Cada corriente política se define por los principios y valores que defiende y por las figuras representativas que los encarnan.
Por otro lado, los movimientos y partidos políticos son asociaciones de personas organizadas con fines políticos. Sin embargo, hay diferencias clave en su funcionamiento.
Los movimientos políticos realizan acciones políticas que pueden ser de alcance general o específico, pero no siempre buscan representación electoral. Esto puede deberse a la falta de acceso a recursos electorales o simplemente a que no consideran necesario participar en el sistema institucional para cumplir sus objetivos.
En contraste, los partidos políticos concentran su actividad en lograr representación institucional, ya sea mediante el parlamento u otros niveles de gobierno. Su acción política incluye intervenciones mediáticas, actos proselitistas y actividades públicas orientadas a promover su programa, ideales y principios. Además, los partidos suelen recibir regulación, privilegios e incluso financiamiento estatal, lo que depende de las leyes y libertades públicas vigentes en cada país, así como del sistema electoral establecido.

## Origen de la «derecha e izquierda políticas»[10][11][12]

Carta política mostrando los cuatro principales cuadrantes políticos.

La distinción izquierda/derecha fue establecida en el siglo XIX de manera empírica.
Se adquirió el hábito de hablar de partidarios de derecha y de partidarios de izquierda en Francia, pues las asambleas nacionales en esa época sesionaban en un hemiciclo, es decir, en una sala con forma de medio círculo, análoga a la forma de un teatro griego (como por ejemplo el teatro de Epidauro, o el teatro Pnyx en Atenas).
Tomando como referencia al presidente de la Asamblea Nacional (Segunda República Francesa, Tercera República Francesa) cuando miraba la sala, entonces :
- A la izquierda se sentaban los partidos socialistas, los social-reformistas, y los radicales ;
- Al centro-izquierda se ubicaban los partidos social-demócratas ;
- Al centro-derecha y a la derecha se situaban los partidos liberales y los conservadores ;
- Y a la derecha también se ubicaban los partidos de derecha y de extrema derecha.

## Clasificaciones

### Totalitarismo
Se conoce como totalitarismos a las ideologías, los movimientos y los regímenes políticos donde la libertad está seriamente restringida y el Estado ejerce todo el poder sin divisiones ni restricciones.

### Conservadurismo
Se denomina conservadurismo al conjunto de doctrinas, corrientes, opiniones y posicionamientos, generalmente de centro-derecha y derecha, que favorecen tradiciones y que son adversos a los cambios políticos, sociales o económicos radicales, oponiéndose al progresismo. En un estado conservador, los ciudadanos están sujetos a la autoridad estatal, principalmente en los aspectos sociales de su vida, pero suele haber una gran libertad en el aspecto económico coexistiendo con una gran competitividad individual y empresarial.

### Socialismo
En el espectro de cuadrantes es una ideología ubicada entre el libertarismo y la ideología izquierdista. El socialismo cree que la sociedad debe organizarse a lo largo de las líneas sociales en beneficio de todos, en lugar de para lo que se percibe como el beneficio de unos pocos. Sus principales ideas son la oposición al capitalismo, y una creencia en la igualdad, tanto política como económica.

### Liberalismo
Es una ideología encasillada entre el libertarismo y la ideología derechista. El liberalismo considera a la libertad individual como el más alto valor social y económico. El liberalismo propugna el derecho a disentir de la ortodoxia. La descripción anterior aúna los aspectos sociales del liberalismo de los Estados Unidos con los aspectos económicos del liberalismo europeo.
Para Sandeep Jaitly existen dos grandes variantes: la escuela austríaca, donde los objetos no tienen un valor intrínseco de por sí sino que lo tienen porque estos satisfacen los fines humanos, y el objetivismo, donde se suele argumentar lo contrario, es decir, sostiene que el valor es intrínseco al bien. Así mismo, Jaitly advierte que hay autoproclamados liberalistas en Estados Unidos que confunden las dos variantes.
Para los partidarios de la ideología objetivista liberal, el orden social capitalista descansa sobre la noción de que cada ser humano es dueño de sí mismo y que, en consecuencia, tiene total soberanía sobre su cuerpo. Para los que aceptan esta idea sin reservas, entonces nadie puede invadir, agredir o intervenir de manera legítima el cuerpo de otra persona. Esto ha suscitado enconados debates entre partidarios del capitalismo, conservadores y liberales, en cuestiones como el aborto, la eutanasia o el matrimonio entre personas del mismo sexo. Por ejemplo, Ayn Rand, partidaria del objetivismo, rechazaba las leyes referentes a las uniones entre homosexuales, pero no porque creyese que los homosexuales no tienen derecho a establecer parejas, sino porque no creía que el estado -ni nadie excepto los propios individuos- tuviera la legitimidad de decidir u homologar como deban establecerse las relaciones entre personas. Incluso, algunos defensores capitalistas extremos rechazan frontalmente la democracia como sistema, pues dicen que atentan contra las minorías.[cita requerida]
Mientras los socialdemócratas aceptan la idea de la recaudación por medio de impuestos para ser gestionado públicamente, las ideologías ultraliberales abogan por impuestos unipersonales hiperreducidos o se oponen ferozmente al cobro de impuestos (calificándolo de "robo") o imposición de normas morales sobre otros considerando dicha imposición contraria al principio de no agresión que defienden. Sin embargo, en la práctica ninguna organización o partido político de amplia implantación ha sugerido la supresión total de los impuestos.
En el estatus de negación a la acción política de un Estado sobre los individuos, hace que un liberal muchas veces sea definido en ocasiones como "conservador", puesto que un estatista ve a los capitalistas en general como "defensores de las normas tradicionales". Sin embargo, esto no es cierto en todo los casos, ya que muchos liberales no defienden que la tradición se mantenga, sino que se respete que las personas son libres de elegir su camino y que por tanto no deben introducirse normas artificiales destinadas a "inculcar" en la sociedad lo que el planificador económico, en la mayoría de los casos un gobierno democráticamente elegido, considere 'correcto'. También debería distinguirse entre la ideología capitalista liberal, el corporativismo empresarial y el capitalismo de estado (modelo conservador).
|                 | Moderado | Económico                                                                                             | Moral | Extremo |
| --------------- | --- | --- | --- | --- |
| Totalitarismo   | - Centro izquierda - Nacionalismo moderado - Reformismo                                                                                  | - Nacionalismo moderado - Nacional comunismo - Estalinismo                                            | - Nazismo - Nacionalismo extremo - Fascismo - Nacional bolchevismo - Ecofascismo | - Nacionalismo extremo - Fascismo - Nacional bolchevismo - Estalinismo - Comunismo |
| Conservadurismo | - Centro derecha - Democristianismo - Conservadurismo democrático - Conservadurismo liberal - Reformismo - Progresismo europeo ilustrado | - Neoliberalismo conservador - Ultra capitalismo - Neoconservadurismo - Progresismo europeo ilustrado | - Nazismo - Fascismo clerical - Fundamentalismo - Integrismo - Paleoconservadurismo - Ecofascismo | - Fascismo clerical - Fundamentalismo - Integrismo - Paleoconservadurismo - Neoconservadurismo - Neoliberalismo conservador |
| Socialismo      | - Centro izquierda - Socialismo democrático - Socialdemocracia - Internacional socialismo - Reformismo - Progresismo europeo moderno     | - Trotskismo - Internacional socialismo - Internacional comunismo - Progresismo europeo moderno       | - Anarcoprimitivismo - Transhumanismo democrático - Anarquismo del siglo XIX (Socialismo utópico) - Anarquismo cooperativista - Socialismo libertario - Activismo - Socialdemocracia - Ambientalismo - Anarcoislamismo - Anarcocristianismo - Ecosocialismo | - Socialismo libertario - Transhumanismo democrático - Anarcocomunismo - Anarcocolectivismo - Trotskismo - Internacional socialismo - Internacional comunismo - Ambientalismo - Anarquismo del siglo XIX (Socialismo utópico) - Anarcosindicalismo - Anarcoprimitivismo - Ecosocialismo |
| Liberalismo     | - Centro derecha - Reformismo - Progresismo europeo ilustrado                                                                            | - Neoliberalismo - Progresismo europeo ilustrado - Objetivismo                                        | - Anarcoprimitivismo - Transhumanismo libertario - Anarquismo cooperativista - Liberalismo libertario - Anarcoindividualismo - Mutualismo - Progresismo estadounidense - Anarcoislamismo - Anarcocristianismo - Ecología de mercado                         | - Liberalismo libertario - Transhumanismo libertario - Anarcoindividualismo - Anarcocapitalismo - Agorismo - Neoliberalismo progresista - Progresismo estadounidense - Objetivismo - Ecología de mercado                                                                                |

## Otras clasificaciones de las ideologías políticas
Se consideran otras dimensiones aparte de las dos típicas, en función de si se busca el perfeccionamiento de la humanidad o de solo una cultura, nación, sociedad o individuo, si una ideología es progresista o conservadora, individualista o totalista, si hay aceptación o rechazo de la propiedad privada, o en función de si su cultura está influenciada por otras.

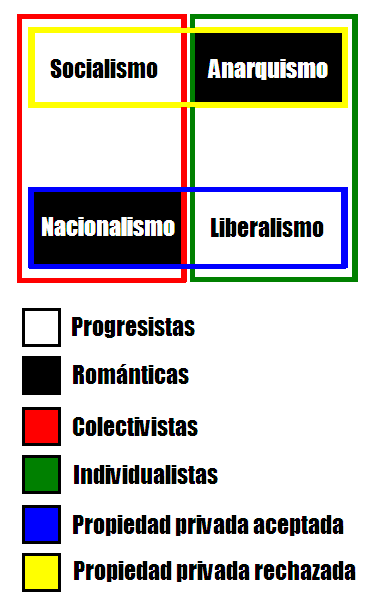
Otra clasificación de las ideologías políticas.

### Sobre las interacciones culturales e históricas

#### Progresistas
Son aquellas ideologías que proponen un finalismo histórico racionalista o positivista basado solo en el perfeccionamiento de la humanidad (antropocentrismo) que va más allá de las decisiones individuales o colectivas. Ven a la historia como un camino de realización y perfeccionamiento. Las ideologías económicas de derecha creen que ya se ha llegado a tal perfeccionamiento después del movimiento ilustrado y de la revolución francesa, mientras que las ideologías económicas de izquierda que surgieron después de la revolución industrial consideran que esta sociedad es injusta y que la plena realización humana sólo se dará cuando sea superada.

Al contrario de las ideologías románticas, que no suelen identificarse con el statu quo, las ideologías evolucionistas se identifican con posturas progresistas o reformistas.

#### Románticas
Son las ideologías que por el contrario de las ideologías racionales proponen un finalismo histórico romántico basado en los ideales individuales o colectivos. No ven a la historia como un camino de realización y perfeccionamiento. Algunas ideologías como el libertarismo carecen de un finalismo histórico concreto y niegan todo determinismo histórico que restrinja o atente en contra de la libertad individual. Las ideologías autoritarias ven como el sujeto de la historia a la nación, a la cultura o a la ley del más fuerte (egocentrismo, teocentrismo, etnocentrismo o estatocentrismo). Este dominio no tiene una fundamentación racional sino vital y emocional. A diferencia de las ideologías dentro del espectro progresista que adoptan cambios parciales y graduales propios de posturas reformistas, las ideologías románticas se asocian más a cambios totales propios de posturas revolucionarias, reaccionarias y militaristas.

#### Aculturación política
Los renacimientos son otro tipo de ideologías dinámicas de un marco histórico mucho más amplio que puede adoptar tintes progresistas o románticos ya sea con el fin de mejorar la humanidad o con el fin de cumplir los ideales individuales y colectivos de una cultura o una nación tomando como marco de referencia sociedades, civilizaciones o culturas afines preexistentes más antiguas. Por lo tanto se diferencia del reformismo y las revoluciones, en la que estos solo se basan en cambios que dan soluciones a problemáticas generadas dentro del mismo curso de su historia, mientras que un renacimiento toma de referencia para la solución de sus problemas la forma de proceder de otras culturas muertas más antiguas. En otras palabras el renacimiento es la adopción de una solución ya establecida en otra cultura, mientras que el reformismo y las revoluciones son producto del dinamismo interno y de adaptación al medio dando nuevas soluciones inventadas dentro del curso de la historia de la misma cultura. Ejemplo de un renacentismo reciente es el Partido Nacionalsocialista Obrero Alemán, ya que este mezcló la ideología del partido con aspectos de la cosmogonía germánica precristiana.
El herodianismo, kemalismo o aculturación política es una especie de cambio por imitación que se diferencia del renacimiento en que la solución a problemáticas se toman no de otra cultura antigua sino de una cultura dominante, competidora o paralela en la escala temporal, es decir, adoptan soluciones prestadas tanto en la dimensión social como económica, mientras tanto el reformismo solo suele tomar cambios prestados de la dimensión económica pero guardan características en la dimensión social ajustándola al nuevo contexto con tintes propios. Ejemplos de herodianismo en épocas recientes se podrían citar al Movimiento Nacional Turco de Mustafa Kemal Atatürk durante los años treinta, y al movimiento neoliberal en Latinoamérica entre las décadas de los ochenta y noventa.

El proceso de aculturación política no es un proceso exclusivo de las culturas dominadas, sino también un proceso que suele afectar a la cultura dominante en su afán de abarcar todas las culturas (universalismo y globalización), como actualmente es el caso de occidente mediante unos procesos denominados multiculturalismo y relativismo cultural.

#### Rechazo a ultranza
El zelotismo está en contraposición al herodianismo, en la escala de dominancia, y el renacentismo, en la escala temporal, es una ideología que rechaza el proceso de aculturación política tomando una posición normalmente de índole ultra conservador o etnocentrista aceptando solo los parámetros sociales y económicos de su cultura actual. El antagonismo entre herodianismo y zelotismo es análogo al antagonismo entre progresismo y conservadurismo, pero difieren debido a que el plano de antagonismo entre las primeras es en relación con las interacciones con otras culturas, mientras que el antagonismo de las segundas es en relación con interacciones dentro de una misma cultura.
Los primitivistas rechazan desde sociedades agrarias hasta las sociedades más modernas (industriales) argumentando que la mejor sociedad es aquella donde el hombre se encuentra en su estado más natural (caza-recolección). Califican a la civilización y sus derivados como formas de imposición. Aunque los ideólogos principales son occidentales estos ven al progreso como un mito monstruoso basado en la falsa idea de un desarrollo ilimitado sin tomar en cuenta que los recursos son limitados o las técnicas son efímeras, como en el caso del petróleo (sociedades modernas-industriales) o la tierra arable (sociedades agrarias).

### Sobre la estructura social

#### Colectivistas
Las ideologías que promueven el colectivismo o totalismo son las que dan prioridad al colectivo sobre el individuo argumentando que sin sociedad no hay individuos. Cuando el estado se convierte en el centro de la vida política restringiendo las libertades individuales el totalismo se trasforma en totalitarismo. Mientras que en el totalitarismo es más importante la nación sobre el individuo, en el totalismo es más importante la sociedad, por ello el nombre de socialismo. En el nacionalismo extremo es más importante que el individuo el contexto cultural, las tradiciones, la religión, la lengua e incluso algunas veces la raza (etnocentrismo).

#### Individualistas
Las ideologías que promueven el individualismo son las que dan prioridad al individuo sobre el colectivo argumentando que sin individuos no hay sociedad. Lo que distingue a las ideologías capitalistas y liberales racionales de las otras ideologías individualistas es el contrato social, que para su ejecución requiere de un estado que lo haga valer en pro de garantizar las libertades individuales. Mientras tanto las ideologías dentro del liberalismo extremo, económico y del socialismo moral son tan celosas de su libertad que niegan al contrato social interpretándolo como una forma de autoritarismo. En el capitalismo extremo y en el económico se considera a la corporación o empresa privada como persona jurídica (distinta de una persona física) que a menudo posee derechos amparados por la ley similares a aquellos de una persona natural o individuo, en donde en la mayoría de las veces, el poder ha sido transferido del estado a las grandes corporaciones o empresas privadas.

#### Elitistas
Suele darse en sociedades homogéneas (colectivistas) tanto como en sociedades heterogéneas pero que guardan distancia vertical del poder respecto a quien les gobierna. Ejemplos de las primeras pueden ser la sociedad china y ejemplos de la segunda las sociedades árabes y anteriormente latinoamericanas. Normalmente, en estas sociedades no existe una separación clara de funciones judiciales, ejecutivas o legislativas y el poder suele concentrarse en sistemas de partido único, corporaciones, monarquías o dictaduras.

#### Pluralismo
Suelen ser sociedades heterogéneas pero con una distribución horizontal del poder, es decir, en la participación representativa existen varias élites compitiendo por obtener el poder político. Sociedades plurales características se pueden encontrar en las sociedades japonesa, occidental o de la India. En este tipo de sistemas de gobierno suele coexistir una clara separación de los poderes del Estado en poder ejecutivo, legislativo y judicial y múltiples partidos políticos compitiendo por obtener una representación.

### Sobre la propiedad y los medios de producción

#### Aceptación de la propiedad privada
Unas ideologías interpretan a la propiedad privada como indispensable para la marcha de la economía y para el ejercicio efectivo de la libertad individual como es en el caso del liberalismo. En el caso del capitalismo y el totalitarismo moral no anulan el derecho a la propiedad privada pero también quieren ponerla al servicio de los intereses de un estado o ideología dominante. Por el contrario, en el capitalismo extremo y económico, el estado está al servicio de los intereses de la empresa privada, el cual el poder se ha transferido desde el estado o sociedad a las grandes corporaciones (corporatocracia) formadas por una sociedad mercantil controlando los medios de producción. El liberalismo extremo y económico a través de la contraeconomía, tratan de suprimir o anular al estado por medio de empresas privadas (empresa agorista) por medio del mercado libre y el anarquismo de mercado, convirtiendo a los trabajadores e individuos en general, en empresarios radicales que controlan los medios de producción. Se oponen a la responsabilidad limitada (despersonalizada) de las corporaciones y a la propiedad inmaterial del capitalismo extremo y económico considerándola un privilegio forzado e ilegítimo. En cambio, piensan que las propiedades materiales (como suelos) sí pueden ser privadamente apropiados.

#### Rechazo de la propiedad privada
El totalismo y el socialismo racionales son ideologías que interpretan a la propiedad privada de los medios de producción y a la Acumulación del capital como el origen de todos los males sociales. En cambio, las ideologías socialdemócratas argumentan simplemente que la propiedad privada es un robo si no se ocupa o trabaja, distinguiéndola de aquella propiedad personal legítima producto del trabajo sobre una propiedad natural, aceptando algún grado de privatismo, bajo la concepción de que la humanidad pertenece a la naturaleza y no esta a la humanidad. La postura ideológica del socialismo radical, a diferencia de las alas más moderadas, defienden el régimen de la propiedad social . La economía del socialismo radical es antagónica con cualquier modelo de organización corporativo mercantil (la empresa privada del capitalismo extremo y económico) o centralista (la empresa estatal del totalitarismo extremo y económico), que controlan los medios de producción, y aboga por el manejo de estos medios por parte de los mismos trabajadores creando corporaciones (empresa autogestionada) formadas por una sociedad civil normalmente de índole sindical. El modelo de empresa de las ideologías socialistas es la cooperativa, considerada a medio camino entre el individualismo y el colectivismo económico, ya que intenta combinar armónicamente propiedad privada, empresa privada, competitividad y economía de mercado junto con democracia directa interna, empresa de autogestión, colaboración mutua, mercados sociales y otras formas de solidaridad voluntaria.

#### Productivistas
Aunque muestren un finalismo, las ideologías productivistas no deben confundirse con las progresistas pues, mientras las segundas se centran en la evolución cultural y moral viendo como sujeto de la historia a la humanidad, las primeras se centran en el papel de los sistemas en el que predomina el interés por producir bienes materiales apoyándose en un aumento del consumo, la tecnología y el crecimiento económico. Dicho de otra manera, para las ideologías progresistas el fin es la humanidad mientras que para las productivistas el fin último es el crecimiento económico y material.
Desde la perspectiva socialista el productivismo se define como una ética en la que el trabajo cumple un papel crucial al expresar la primacía de la industria en la sociedad moderna. Desde la perspectiva capitalista y de economía de mercado las decisiones de lo que se debe producir, en que cantidad y para quién deben ser tomadas de manera individual. Aunque existen ideologías productivistas, como el socialismo, que siguen viendo a la humanidad como sujeto principal de la historia existen otras ideologías (véase ideologías románticas), como el transhumanismo, que no lo ven así.

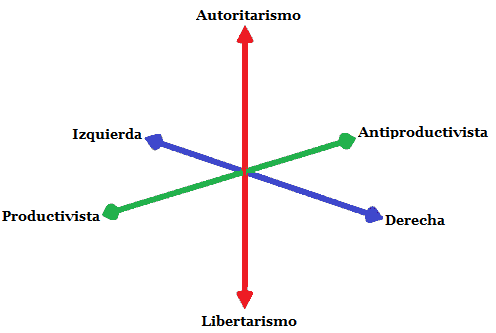
Clasificación tridimensional de la política. Eje rojo «autoritarismo-libertarismo»; eje azul «derecha-izquierda»; eje verde «productivista-antiproductivista»

#### Anti-productivistas
Los críticos del productivismo argumentan que el productivismo puede ser como una enfermedad y que puede interferir con los demás procesos que regulan la vida en el planeta, incluso entre las propias relaciones humanas. Para Iván Illich sólo una sociedad que acepte la necesidad de escoger un techo común a ciertas dimensiones técnicas en sus medios de producción tiene alternativas políticas. Así pues, los defensores de estas posturas suelen hablar de un crecimiento moral pero no económico ni material. Aunque existen ideologías anti-productivistas, como el decrecimiento, que siguen viendo a la humanidad como sujeto principal de la historia existen otras ideologías (véase ideologías románticas), como el ecologismo profundo (biocéntrica), que no lo ven así.
Para que el ecologismo deba ser considerado como ideología política, el activista e investigador ecologista Florent Marcellesi propone el tercer eje «productivismo-antiproductivismo» además de los dos ejes típicos «izquierda-derecha» y «autoritario-libertario» de la clasificación bidimensional conformando así un nuevo sistema tridimensional de la clasificación de ideologías políticas.